# The Whole Thing Started With Rock & Roll Now It's Out Of Control
Albums de Ray Manzarek
The Golden Scarab
(1973) Carmina Burana
(1983)
The Whole Thing Started With Rock & Roll Now It's Out Of Control est le second album solo de Ray Manzarek, ancien claviériste des Doors, sorti en 1974.

## Titres
1. The Whole Thing Started With Rock & Roll Now It's Out Of Control (Manzarek, Sugerman, Wagner) – 2:35
2. The Gambler (Manzarek, Sugerman) – 5:28
3. Whirling Dervish (Davis, Manzarek) – 5:25
4. Begin the World Again (Manzarek) – 6:44
5. I Wake Up Screaming (Manzarek, Morrison, Sugerman) – 3:36
6. Art Deco Fandango (Manzarek) – 3:05
7. Bicentennial Blues (Love It or Leave It) (Manzarek) – 7:57
8. Perfumed Garden (Manzarek) – 5:56

## Personnel
- Ray Manzarek - celesta, clavinet, pianos électrique Fender Rhodes et Wurlitzer, piano acoustique, orgue, synthétiseur, chant
- Joe Walsh - guitare
- Michael Fennelly - guitare
- Mark Pines - guitare
- George Segal - banjo
- Gary Mallaber - batterie, percussions, vibraphone
- Paul Davis - percussions
- Steve Forman - percussions
- Patti Smith - chant sur "I Wake up Screaming", récites "Ensenada" du livre The New Creatures de Jim Morrison
- Flo & Eddie - chœurs sur "The Whole Thing Started with Rock and Roll Now It's Out of Control" , "Bicentennial Blues" et "Perfumed Garden"
- John Klemmer - saxophone sur "Whirling Dervish"
- Mike Melvoin - arrangements des cuivres